# エカテリーナ・ブダノワ
エカテリーナ・ヴァシーリエヴナ・ブダノワ（ロシア語: Екатерина Васильевна Буданова, ラテン文字転写: Ekaterina Vasil'evna Budanova, 1916年12月7日 - 1943年7月19日）は、ソ連労農赤軍航空隊の女性エース・パイロット。愛称は「カーチャ」。公認撃墜機数は11機（個人撃墜6機＋協同撃墜5機）。親衛上級中尉。ロシア連邦英雄。

## 経歴
スモレンスク県のコノプリャーンカ村の農家に生まれた。ロシア人。モスクワの航空機工場で働いていたが航空機に興味を持ちパイロットになった。1937年以降は、教官としてパイロットの育成にあたり観閲飛行などにも参加していた。
1941年6月のソ連へのドイツ侵攻後、同年9月に女性航空連隊編成所に入隊し、第586戦闘機航空連隊（Yak-1）へ配属され、1942年4月から戦闘に加わった。
1942年9月、第437航空連隊に転属し、スターリングラード上空の空中戦に参加した。10月6日、Ju-88を撃墜し、最初のスコアを上げる。11月中旬、Bf-109×2機を協同撃墜、He-111を自ら撃墜した。12月10日、Bf-109×１機を撃墜。
1943年1月、リディア・リトヴァクと共に第8空軍の第73親衛戦闘機航空連隊へ転属。連隊長はブダノワを信頼し、彼女を僚機にした。同年2月23日、赤星勲章を授与される。3月末、FW-189を撃墜。更に3月～6月の間、ブダノワは協同撃墜2機のスコアを上げた。7月17日、Ju-88を撃墜し、間もなく一等祖国戦争勲章を授与された。
1943年7月19日、3機のフォッケウルフ Fw190に囲まれ、うち2機を撃墜したがブダノワ機も被弾。胴体着陸を試みるものの、ドイツ軍爆撃機が投棄した爆弾により生じていた破裂孔に乗機が突っ込み彼女もろとも爆発、最期を遂げた。司令部は、彼女をソ連邦英雄に上申したが、これは実現しなかった。この日までにブダノワは通算で266回出撃し、個人撃墜6機、協同撃墜5機のスコアを上げた。
1993年10月1日、ブダノワにはロシア連邦英雄の称号が授与された。

## 顕彰
モスクワのクンツェフスキー地区には、彼女の名前の通りがある。モスクワの第63中学校には、彼女の記念碑が建てられた。

## エカテリーナ・ブダノワを扱った作品

### 書籍
- 小説『出撃!魔女飛行隊』（学研、著：ブルース・マイルズ）ISBN-10: 4059012467、ISBN-13:978-4059012467
- コミックス『戦記伝説 翼を持つ魔女』（学研、作：吉原昌弘） - 戦記雑誌『歴史群像』にて連載中。
- コミックス『白百合は朱に染まらない』（講談社、作：平沢ゆうな） - 主人公が配属される空軍婦人部隊の同僚として作中に登場。

### 映像作品
- 映画『ナイト・スワローズ 空爆戦線:ユニット46』（2012年ロシア）